# Ордо-Василевский сельский совет
Ордо-Василевский сельский совет (укр. Ордо-Василівська сільська рада) — входит в состав
Софиевского района
Днепропетровской области
Украины.
Административный центр сельского совета находится в 
с. Ордо-Василевка.

## Населённые пункты совета
- с. Ордо-Василевка
- с. Владимировка
- с. Завьяловка
- с. Кодак
- с. Марье-Константиновка
- с. Марьевка
- с. Мотина Балка
- с. Новомихайловка
- с. Райполе
- с. Сергеевка